# أخرجوا الجثث
أخرجوا الجثث (بالإنجليزية: Bring Up The Bodies) رواية تاريخية للكاتبة البريطانية هيلاري مانتل. نشرت في عام 2012 من خلال دار فورث إيستيت ببريطانيا. حازت في 2012 على جائزتي مان بوكر الأدبية، وجائزة كوستا للكتاب، وجائزة والتر سكوت للخيال التاريخي في 2013. وهي الجزء الثاني ضمن سلسلة روائية للكاتبة تدرو حول وزير الملك هنري الثامن (توماس كرومويل)، وحيثيات صعوده إلى السلطة، ثم نهايته، وفي هذا الجزء من السلسلة توثق قربه من بلاط الملك، والدسائس والمؤامرات الواقعة، ثم تأكد حظوته لدى الملك.
صدر الجزء الأول من الرواية عام 2009 بعنوان (قصر الذئاب)، واختتمت بصدور الجزء الثالث عام 2020 تحت عنوان (المرآة والضوء). ترجمت الرواية إلى اللغات الإسبانية، والبرتغالية، والألمانية، والهولندية، والإيطالية، والفنلندية.